# 144 a.C.

## Eventos
- Sérvio Sulpício Galba e Lúcio Aurélio Cota, cônsules romanos.
- Nono ano da Guerra Lusitana na Península Ibérica, sob a liderança de Cipião Emiliano.